# Jeux panaméricains de 1987
Navigation
Édition précédente Édition suivante

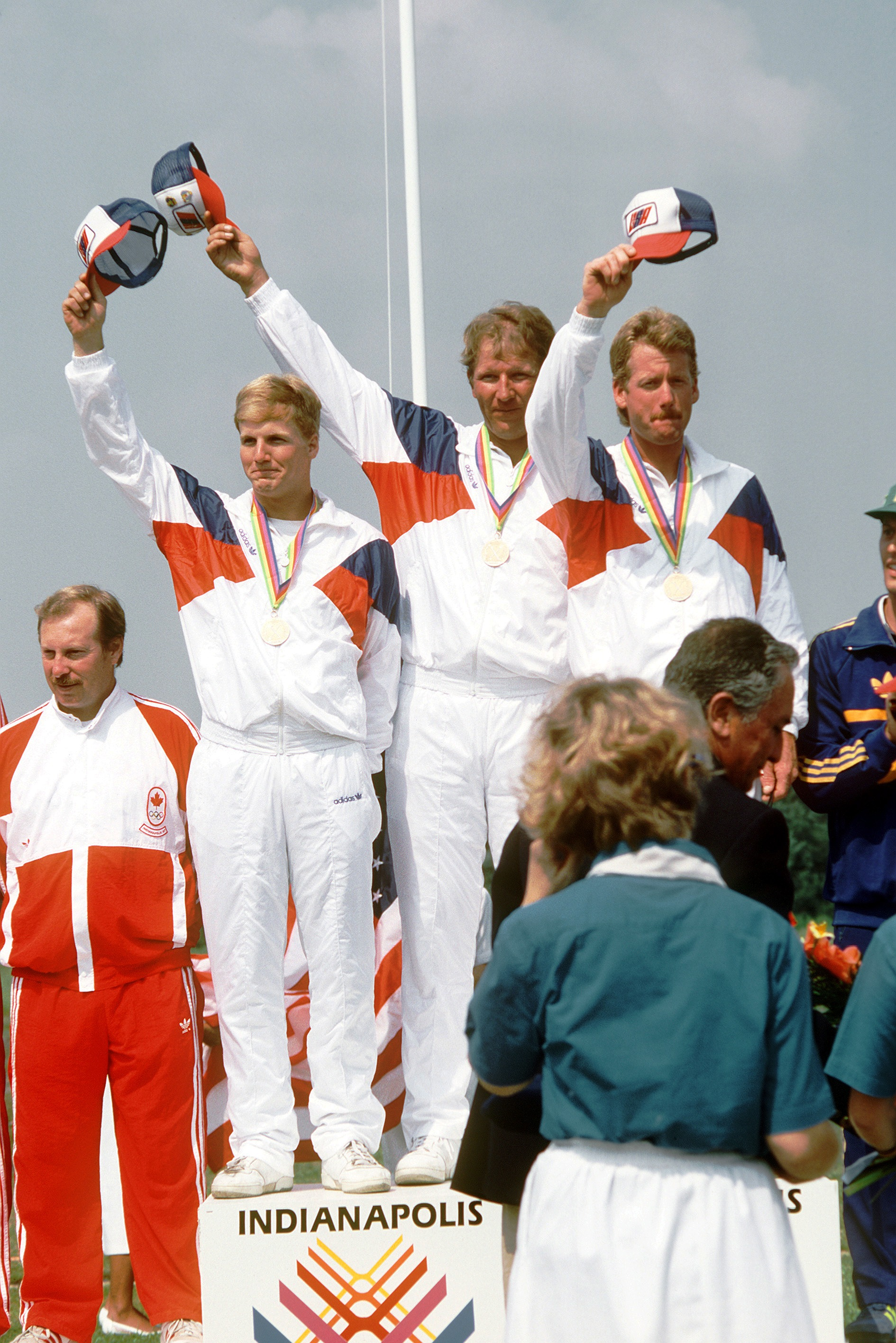

Les Xe Jeux panaméricains se déroulent du 7 au 23 août 1987 à Indianapolis, aux États-Unis. 4 360 athlètes représentant 38 nations du continent américain sont aux prises dans 18 sports. Les épreuves se passent sur 23 sites dans et autour d'Indianapolis. La mascotte officielle est Amigo, un perroquet vert.

## Élection de la ville organisatrice
Santiago du Chili est à l'origine la ville organisatrice de ces dixièmes Jeux, mais elle abandonne à cause de problèmes politiques et financiers. Quito (Équateur, est nommé pour remplacer Santiago, mais abandonne aussi, à la fin de l'année 1984. L'Organisation sportive panaméricaine (PASO) tient alors une nouvelle élection. Indianapolis comptait se présenter pour l'organisation des Jeux de 1991, mais, à la demande du Comité olympique des États-Unis, soumet sa candidature en 1987. La majorité des infrastructures sportives étant déjà présentes, la PASO annonce le 18 décembre 1985 qu'Indianapolis sera finalement la ville organisatrice des Jeux. La capitale cubaine, La Havane, était aussi intéressée, mais la PASO leur accorde l'organisation des Jeux de 1991.

## Sites
Les Jeux de 1987 se déroulent sur 23 sites au total. Les athlètes sont logés au Fort Benjamin Harrison.
- Brown County State Park (en) (cyclisme)
- Bush Stadium (en) (baseball)
- Parc d'Eagle Creek (tir à l'arc, canoë-kayak, aviron
- Circle Theatre (en) (haltérophilie)
- Hinkle Fieldhouse (en) (volleyball)
- Hoosier Dome (cérémonie de clôture, gymnastique, handball)
- Indiana Convention Center (en) (boxe)
- Indiana University Natatorium (en) (natation)
- IU Michael A. Carroll Track & Soccer Stadium (athlétisme)
- Indianapolis Motor Speedway (cérémonie d'ouverture, roller de vitesse)
- Indianapolis Tennis Center (en) (tennis)
- Kuntz Stadium (football)
- Lac Michigan (voile)
- Major Taylor Velodrome (en) (cyclisme)
- Market Square Arena (basket-ball)

## Pays participants
38 nations participent à cette dixième édition des Jeux panaméricains. Quatre pays font leur première apparition : Aruba, les Îles Vierges britanniques, les Îles Caïman, et Grenade.
| - Antigua-et-Barbuda - Argentine - Aruba - Bahamas - Barbade - Belize - Bermudes - Bolivie - Brésil - Îles Vierges britanniques | - Canada - Îles Caïmans - Chili - Colombie - Costa Rica - Cuba - République dominicaine - Équateur - Salvador - Grenade | - Guatemala - Guyana - Haïti - Honduras - Jamaïque - Mexique - Antilles néerlandaises - Nicaragua - Panama - Paraguay | - Pérou - Porto Rico - Suriname - Trinité-et-Tobago - États-Unis - U.S. Virgin Islands - Uruguay - Venezuela |

## Sports
Des trente disciplines sportives pratiquées, cinq font leur première apparition dans ces Jeux, dont le handball
| - Tir à l'arc - Athlétisme - Baseball - Basket-ball - Boxe - Canoë-kayak - Cyclisme - Plongeon - Équitation - Escrime | - Football - Gymnastique - Handball - Hockey - Judo - Pentathlon moderne - Roller de vitesse - Aviron - Tir - Softball | - Natation - Natation synchronisée - Tennis de table - Taekwondo - Tennis - Volley-ball - Water-polo - Haltérophilie - Lutte - Voile |

## Tableau des médailles
| Rang | Nation                   | Or  | Argent | Bronze | Total |
| ---- | ------------------------ | --- | ------ | ------ | ----- |
| 1    | États-Unis               | 168 | 118    | 83     | 369   |
| 2    | Cuba                     | 75  | 52     | 48     | 175   |
| 3    | Canada                   | 30  | 57     | 75     | 162   |
| 4    | Brésil                   | 14  | 14     | 33     | 61    |
| 5    | Argentine                | 12  | 14     | 22     | 48    |
| 6    | Mexique                  | 9   | 11     | 18     | 38    |
| 7    | Venezuela                | 3   | 11     | 12     | 26    |
| 8    | Colombie                 | 3   | 8      | 13     | 24    |
| 9    | Porto Rico               | 3   | 6      | 20     | 29    |
| 10   | Costa Rica               | 3   | 4      | 4      | 11    |
| 11   | Jamaïque                 | 2   | 3      | 8      | 13    |
| 12   | Uruguay                  | 2   | 2      | 3      | 7     |
| 13   | Chili                    | 1   | 2      | 4      | 7     |
| 14   | Suriname                 | 1   | 0      | 1      | 2     |
| 15   | Pérou                    | 0   | 4      | 2      | 6     |
| 16   | République dominicaine   | 0   | 3      | 9      | 12    |
| 17   | Panamá                   | 0   | 3      | 1      | 4     |
| 18   | Bahamas                  | 0   | 2      | 3      | 5     |
| 19   | Équateur                 | 0   | 1      | 5      | 6     |
| 20=  | Îles Vierges américaines | 0   | 1      | 1      | 2     |
| 20=  | Trinité-et-Tobago        | 0   | 1      | 1      | 2     |
| 22   | Guatemala                | 0   | 0      | 2      | 2     |
| 23=  | Bermudes                 | 0   | 0      | 1      | 1     |
| 23=  | Salvador                 | 0   | 0      | 1      | 1     |
| 23=  | Guyane                   | 0   | 0      | 1      | 1     |
| 23=  | Paraguay                 | 0   | 0      | 1      | 1     |